# Qtec
Qtec — диверсифицированная строительная компания. Позиционирует свой бизнес на стыке девелопмента и генерального подряда. Полное наименование — Общество с ограниченной ответственностью «Кьютек». Штаб-квартира — в Москве. Основана в 2002 году.
Создана бывшим топ-менеджером американской Honeywell Сергеем Безбородовым и его коллегами по корпорации. Президент компании — Сергей Безбородов.

## Деятельность
Генеральный подрядчик и fee-developer элитной жилой и офисной недвижимости. Дома на Остоженке («Купер Хаус», «Кристалл Хаус»), бизнес-центр «Волна», штаб-квартира корпорации «Вымпелком» бизнес-центр класса А «Эрмитаж-Плаза», флагманский офис «Билайн», частная резиденция в Молочном переулке и другие.
В 2006 году компания открыла офисы в Киеве, Ялте, Запорожье. Уже в качестве девелопера Qtec входит в ялтинский проект «Золотой пляж» созданный по проекту архитектурного бюро «Меганом» (Юрий Григорян). Оценочная стоимость проекта — $300 миллионов. В Запорожье строит бизнес-центр Energy Standard Plaza. В 2008 году совместно с французским архитектором Жаном-Мишелем Вильмоттом приступает к реализации загородного поселка Ultramarin, 120 га в Подмосковье, по Новорижскому направлению. В 2009 году подписывает контракт с Жаном-Мишелем Вильмоттом на реализацию архитектурной концепции девелоперского проекта во Франции. (400 га, 70 км от Ниццы).
В 2009 году выигрывает тендер на строительство многофункционального комплекса «Планерная» (50 тысяч квадратных метров). Первый в городе транспортно-пересадочный узел, созданный в рамках Программы Правительства Москвы по развитию городских транспортно-пересадочных узлов.
В 2010 году компания реализует ряд работ в сегменте фит-аута (элитный жилой комплекс «4 Солнца», реконструкция особняка на Таганке) и приступает к строительству нового элитного жилого дома в Большом Афанасьевском переулке.
В 2010 году в штате компании — около 200 сотрудников. Штаб-квартира располагается в бизнес — центре «Башня на Набережной» (ММДЦ «Москва-Сити».)
C 2011 по 2014 реализовано несколько крупных строительных проектов в Москве, Московской области и Сочи-2014 (общий объём застройки более 600 тыс. квадратных метров).
С 2015 по 2017 год компания занимается реализацией строительных проектов в оборонном сегменте для Корпорации «Ростех».
С 2018 года Qtec фокусируется на избирательном генподряде: городские и загородные резиденции, административные и торговые здания, премиальные дизайнерские офисы. В этом направлении группа компаний Qtec реализует такие объекты, как 
- Штаб-квартира «Башхим» в связке с немецким архитектором Юргеном Вилленом (Willen Associates, 2018 год);

- Реконструкция особняка XIX века в Вознесенском переулке, д.5 в сотрудничестве с архитектурным бюро Nowadays (2019 год) — новая жизнь старого дома и двора в центре Москвы. Проект завоевывает Почетный диплом «Лучший проект России» в номинации «Проект РЕ-девелопмент», Проект Россия - 2020.